# Austintown
Austintown és una concentració de població designada pel cens dels Estats Units a l'estat d'Ohio. Segons el cens del 2000 tenia 31.627 habitants.

## Demografia
Segons el cens del 2000, Austintown tenia 31.627 habitants, 13.419 habitatges, i 8.762 famílies. La densitat de població era de 1.046,4 habitants per km².
Dels 13.419 habitatges en un 25,8% hi vivien nens de menys de 18 anys, en un 49,6% hi vivien parelles casades, en un 12,1% dones solteres, i en un 34,7% no eren unitats familiars. En el 30,2% dels habitatges hi vivien persones soles l'11,4% de les quals corresponia a persones de 65 anys o més que vivien soles. El nombre mitjà de persones vivint en cada habitatge era de 2,32 i el nombre mitjà de persones que vivien en cada família era de 2,9.
Per edats la població es repartia de la següent manera: un 20,9% tenia menys de 18 anys, un 9% entre 18 i 24, un 27,3% entre 25 i 44, un 25,5% de 45 a 60 i un 17,2% 65 anys o més.
L'edat mediana era de 40 anys. Per cada 100 dones de 18 o més anys hi havia 87,7 homes.
La renda mediana per habitatge era de 38.216 $ i la renda mediana per família de 47.507 $. Els homes tenien una renda mediana de 36.797 $ mentre que les dones 23.733 $. La renda per capita de la població era de 19.087 $. Aproximadament el 6,2% de les famílies i el 8,8% de la població estaven per davall del llindar de pobresa.

## Poblacions més properes
El següent diagrama mostra les poblacions més properes.